# Neoscona dyali
Neoscona dyali – gatunek pająka z rodziny krzyżakowatych.
Gatunek ten opisany został po raz pierwszy w 2004 roku przez Pawana U. Gajbe na łamach „Records of the Zoological Survey of India”. Jako miejsce typowe wskazano Khandari w Jabalpurze w Indiach. Epitet gatunkowy nadano na cześć arachnologa Sukha Dyala.
Pająk ten osiąga 7,2 mm długości ciała przy karapaksie długości 2,8 mm i szerokości 2,5 mm oraz opistosomie (odwłoku) długości 4,6 mm i szerokości 4,4 mm. Karapaks jest brązowawy z czarniawą częścią tułowiową, owłosiony. Część głowowa jest zwężona i lekko wyniesiona, zaopatrzona w ośmioro oczu. Oczy pary przednio-bocznej leżą znacznie bardziej z tyłu niż przednio-środkowej, a tylno-bocznej nieco bardziej z tyłu niż tylno-środkowej. Oczy par środkowych rozmieszczone są na planie węższego w tyle trapezu. Przysadziste szczękoczułki mają żółtawobrązowy kolor. Szersza niż dłuższa warga dolna jest brązowawożółta, a szczęki szerokie. Sternum jest podługowato-sercowate z szpiczastym tyłem, po bokach ciemnobrązowe. Odnóża są rudobrązowe z czarniawym obrączkowaniem. Opistosoma jest brązowa z kilkoma ciemniejszymi łatami i drobnymi czarniawymi kropkami. Na jaśniejszym od wierzchu spodzie ma dwie czarne łaty. Płytka płciowa samicy ma długi, cienki i włochaty trzonek.
Pajęczak orientalny, endemiczny dla Indii, znany tylko ze stanu Madhya Pradesh.